# Calligrapha multipunctata
Calligrapha multipunctata är en skalbaggsart som först beskrevs av Thomas Say 1824.  Calligrapha multipunctata ingår i släktet Calligrapha och familjen bladbaggar. Inga underarter finns listade i Catalogue of Life.

## Bildgalleri

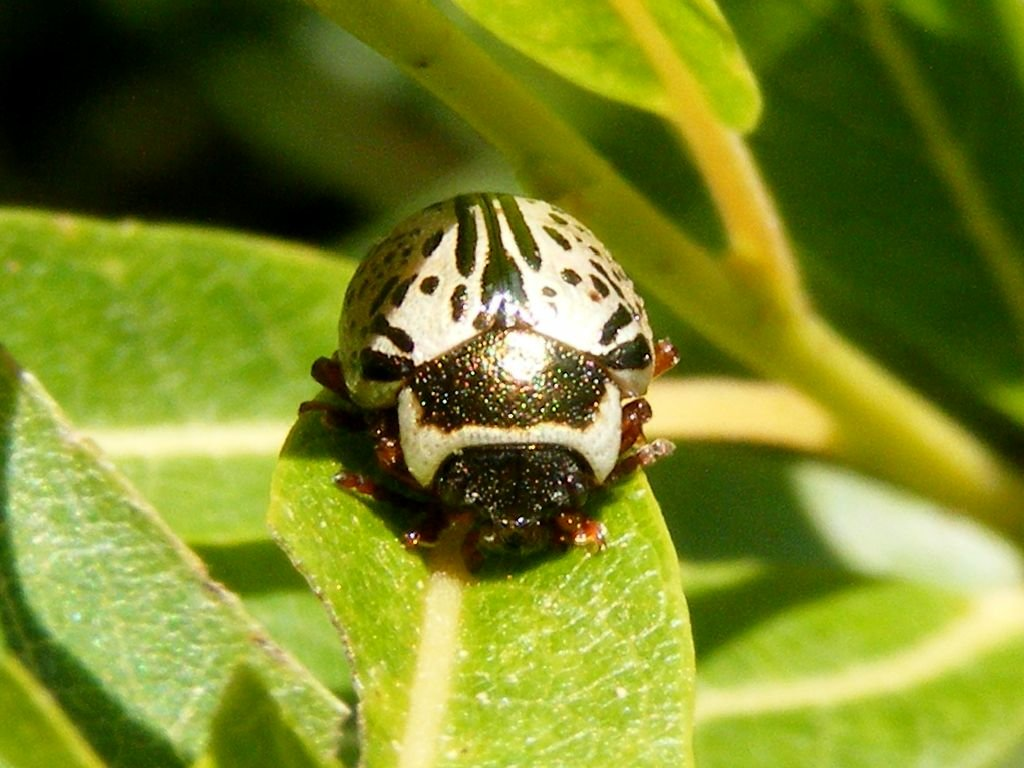
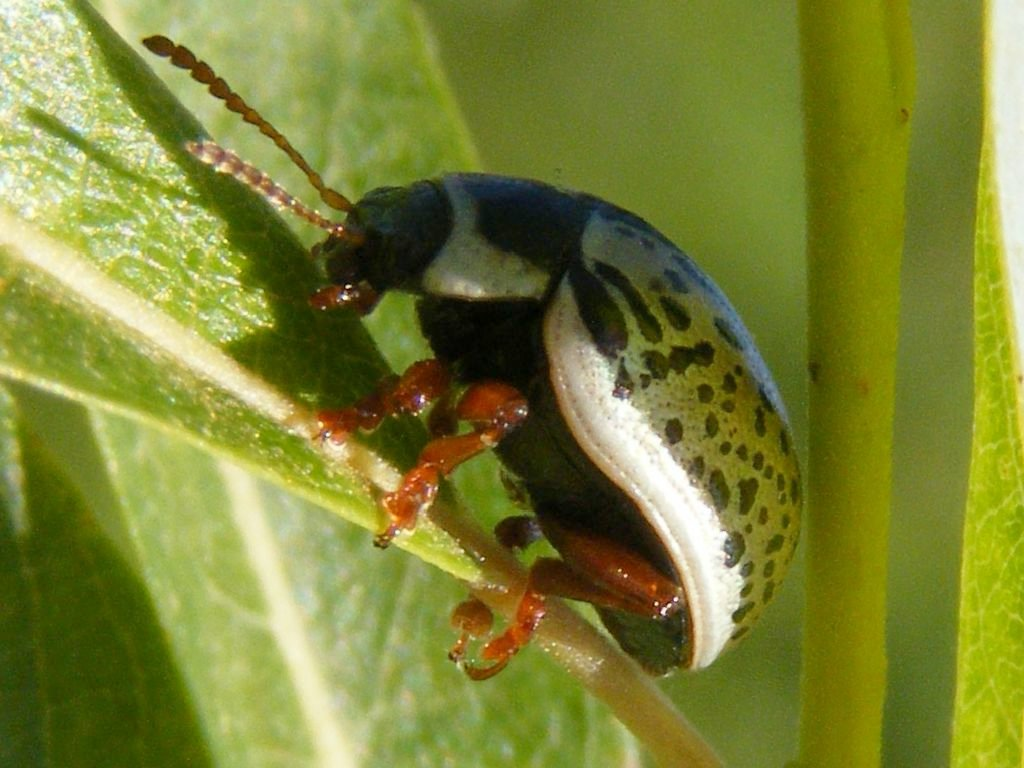
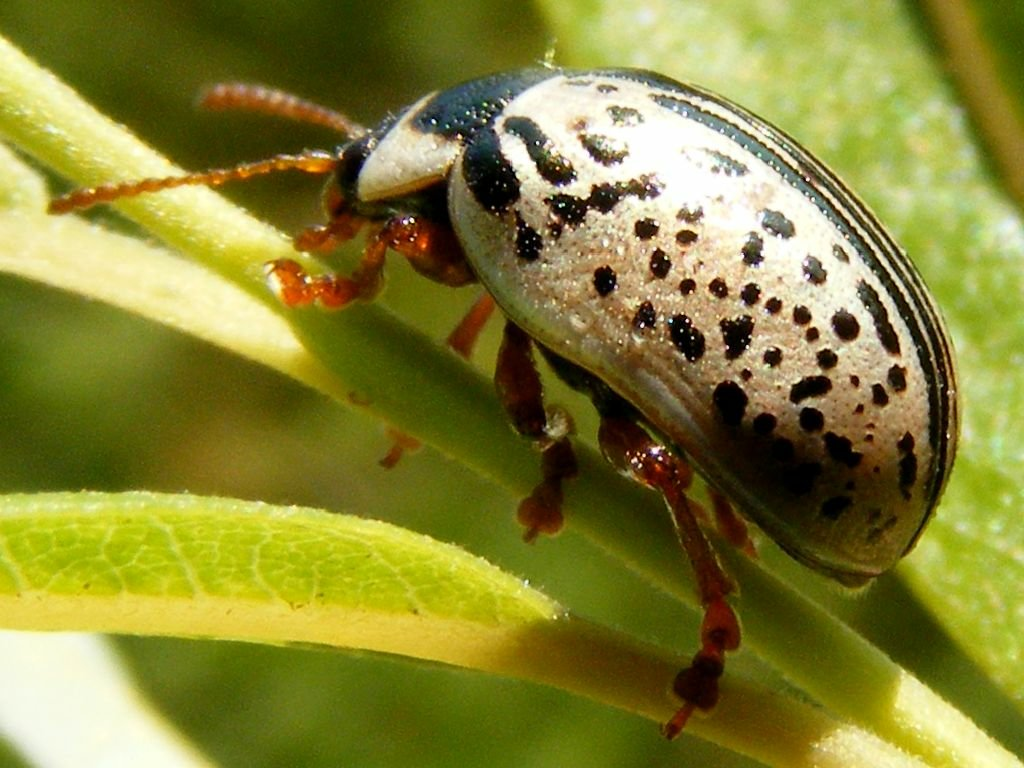